# Lebenhan

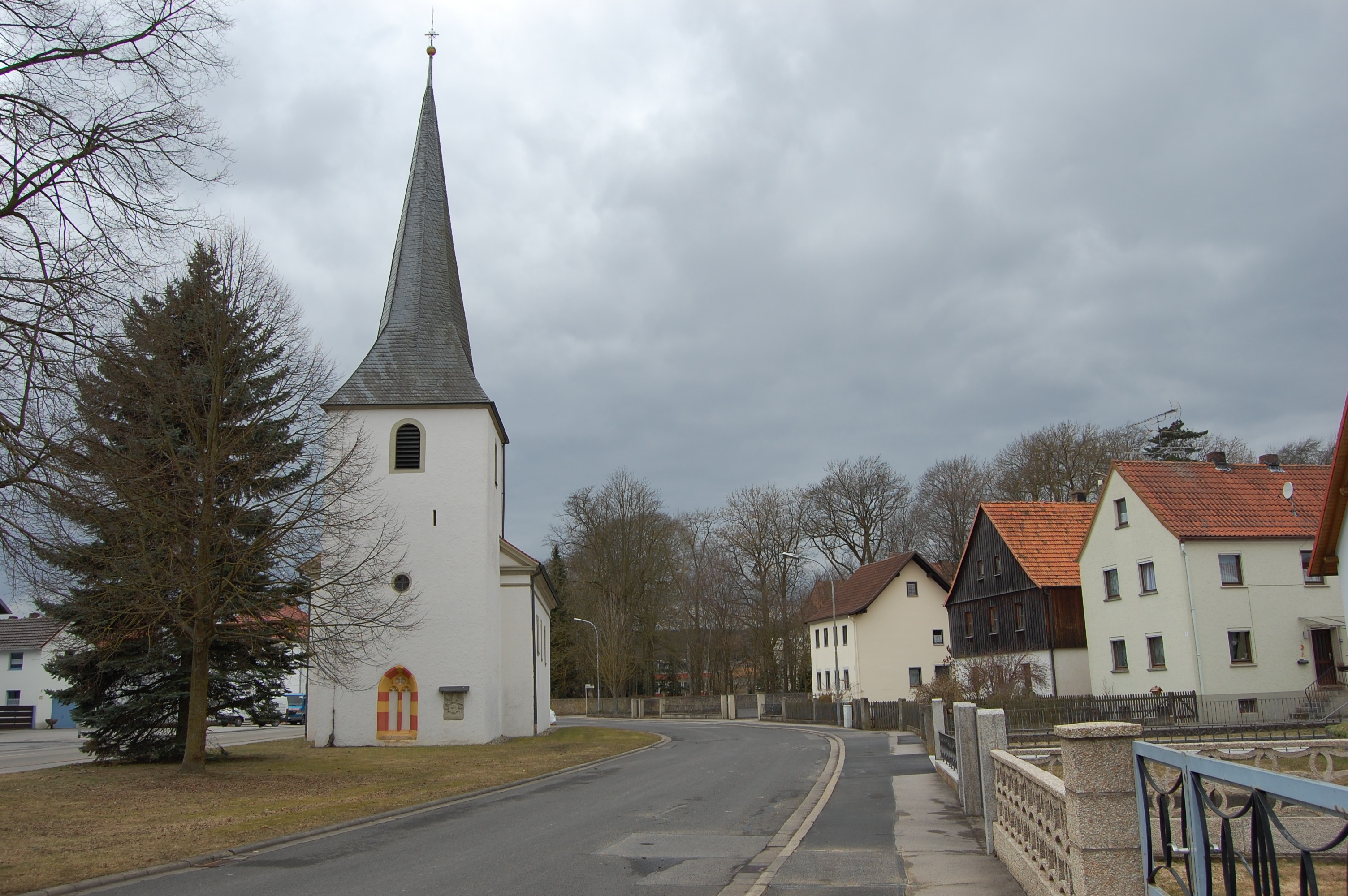
Lebenhan (Ortsmitte)

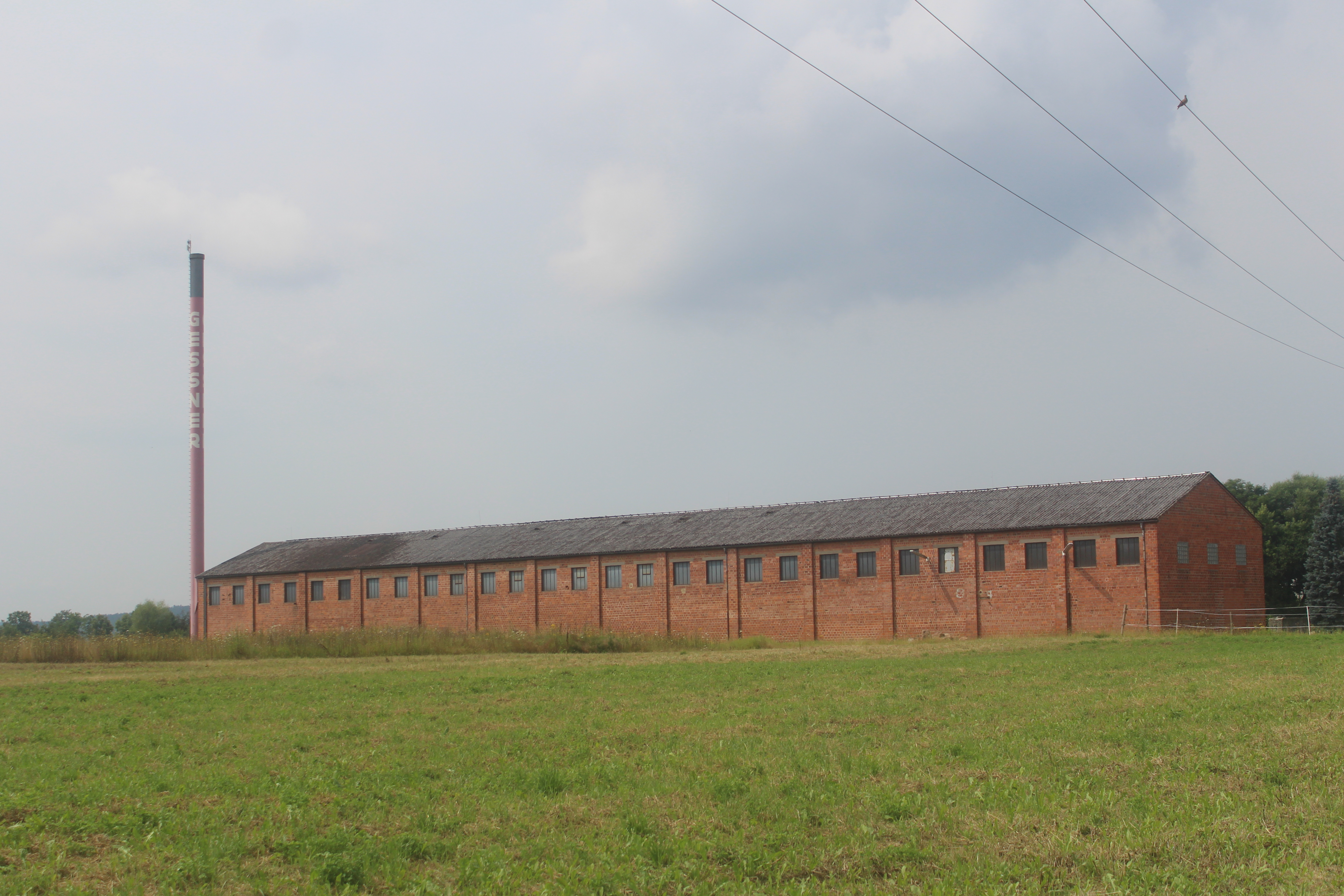
Ziegelei Gessner in Lebenhan

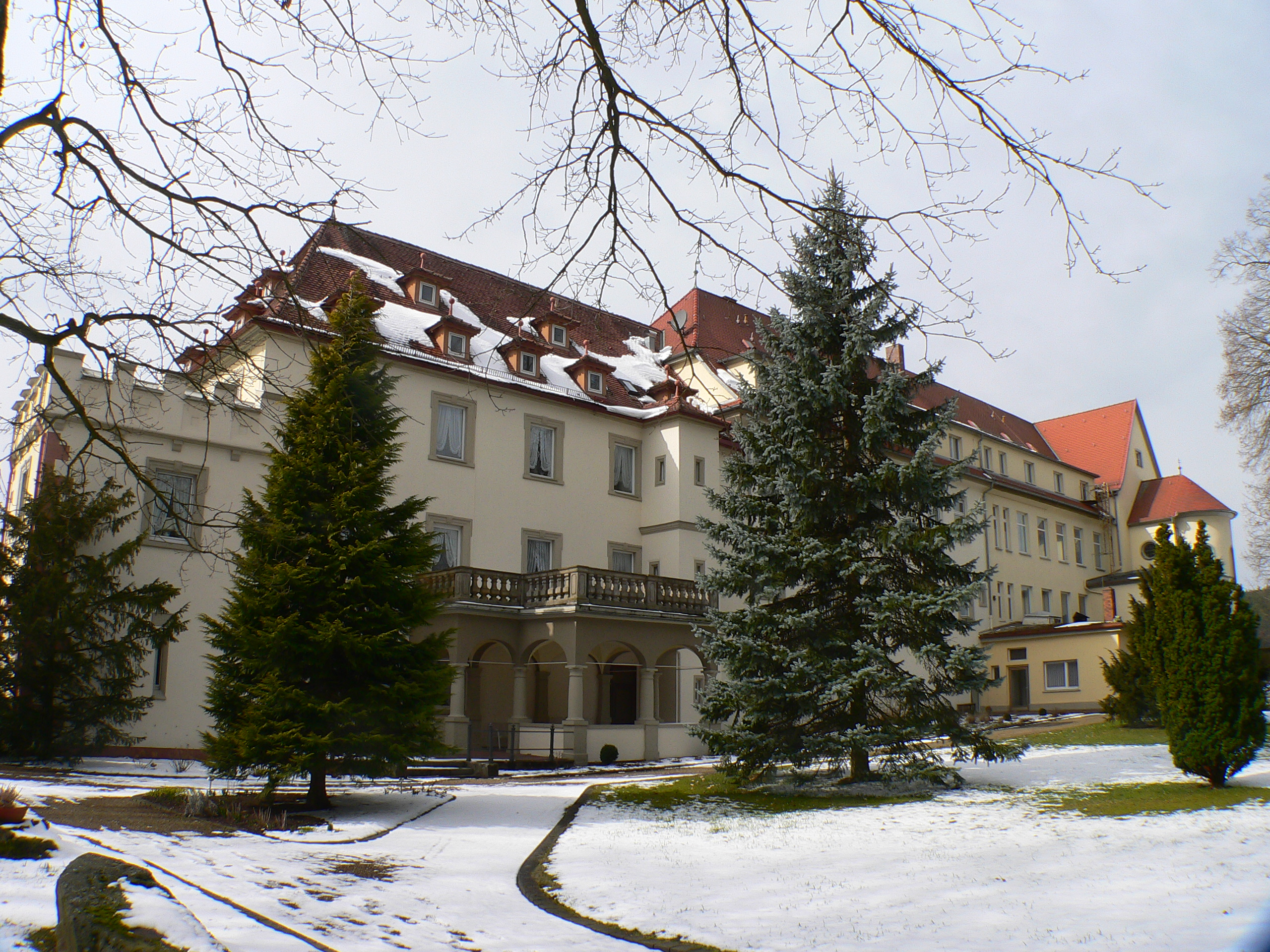
Schloss Löwenhain

Lebenhan ist ein Gemeindeteil der Kreisstadt Bad Neustadt an der Saale im unterfränkischen Landkreis Rhön-Grabfeld in Bayern. Am 1. Januar 1972 wurde die Gemeinde, die neben dem gleichnamigen Pfarrdorf auch den Weiler Schweinhof umfasste, nach Brendlorenzen eingemeindet. Am 1. Mai 1978 wurde der Ort zusammen mit Brendlorenzen in die Stadt Bad Neustadt an der Saale eingegliedert. Der Name kommt von Löwenhag oder Löwenhain.

## Geschichte, Bildung und Religion
Die Herren „von Lewenhagen“ (Löwenhain) wurden in einer Urkunde des Würzburger Fürstbischofs Hermann von Lobdeburg 1246 erstmals erwähnt. Ende des 13. Jahrhunderts starben die von Lebenhan aus und ihr Besitz ging an die Familie der Forstmeister von Rothenkolben über. Sie waren die Verwalter des fürstbischöflich würzburgischen Salzforstes. Die Familie spaltete sich in die Zweige Lebenhan, Unterebersbach und Steinach auf. Der Lebenhaner Zweig starb 1603 mit Wilhelm von Rothenkolben aus. Durch dessen Tochter Ursula, die mit dem fürstbischöflichen Amtmann von Fladungen, Otto Wilhelm von Gebsattel verheiratet war, kam dessen Familie in den Besitz der rothenkolbischen Güter in Lebenhan. Zu dieser Zeit gab es dort zwei Schlösser, die zu Beginn des 16. Jahrhunderts erbaut worden waren; das „vordere Schloss“ stand mit seiner Längsachse an der heutigen Straße, es wurde nach 1848 abgebrochen. Ein Teil der Südfront blieb stehen und bildet nun die Parkmauer an der Straße. Das zweite, das „hintere Schloss“ stand im rechten Winkel dazu auf der Grundfläche des jetzigen Schlosses; zwischen beiden Gebäuden stand ein quadratischer Turm, dessen beide untere Stockwerke aus roten Sandsteinquadern noch stehen. Die Familie von Gebsattel erneuerte das hintere Schloss 1750 als dreistöckigen, schlichten Barockbau. Sie behielt das Gut bis 1865.
1919 kauften die Missionare von der Heiligen Familie den alten Herrensitz Schloss Löwenhain. Aus dem stattlichen Bau wurde eine Missionsschule mit Internat, die bis zur Schließung 1978 viele Priester und Missionare hervorbrachte. 2008 wurde das Kloster aufgelöst und die Klosterkirche St. Kilian profaniert. Im gleichen Jahr wurden sexueller Missbrauch und körperliche Gewalt durch Angehörige des Ordens ab Mitte der 1960er- bis Ende der 1970er-Jahre bekannt. Die Kuratie Lebenhan-Mariä Geburt mit 389 Katholiken gehört zum Dekanat Bad Neustadt. Die Lebenhaner Kinder besuchen den eingruppigen katholischen Kindergarten Lebenhan.

## Wirtschaft und Infrastruktur
In Lebenhan gibt es ein stillgelegtes Ziegelwerk und ein Sägewerk. Seit Ende 2006 wurden Vorbereitungen zum weiteren Lehmabbau getroffen, der nicht am Ort verarbeitet, sondern nach Brendlorenzen transportiert wird. Seit 2015 findet dieser Abbau südlich des Ortes statt.
Die Anbindung an den ÖPNV erfolgt über die Linie 821 des OVF von Bad Neustadt nach Oberelsbach. Außerdem gibt es eine Anbindung über den On-Demand-Fahrdienst „Callheinz“. Lebenhan ist an die B 279 sowie die 2292 angebunden. Seit Anfang 2013 verfügt der Ort über eine flächendeckende Anbindung an das DSL-Netz. Zuvor hatten verschiedene Funkanbieter die Versorgung der Bewohner mit schnellerem Internet übernommen. Beginnend 2024 wurden mehrere Straßen mit Glasfaserleitungen ausgebaut.
Durch Lebenhan führt der Fränkische Marienweg.

## Vereinswesen
In Lebenhan gibt es eine Freiwillige Feuerwehr und zahlreiche andere Vereine, darunter den DJK und den Schützenverein.
Der Reitclub Rhön hat in Lebenhan seit 2001 seine Stallungen und eine Reithalle.